# Hölle 10 (Quedlinburg)

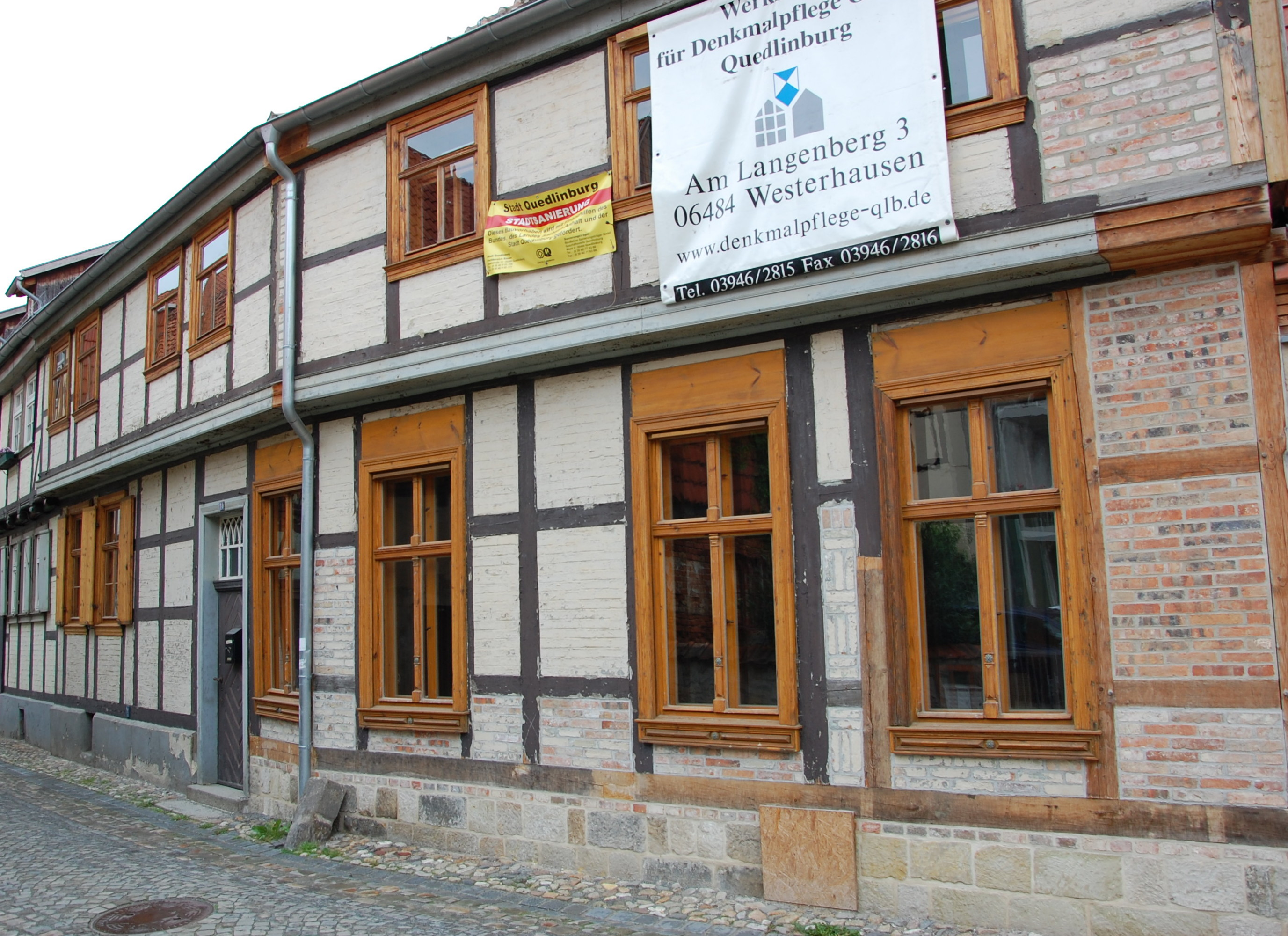
Haus Hölle 10

Das Haus Hölle 10 ist ein denkmalgeschütztes Gebäude in der Stadt Quedlinburg in Sachsen-Anhalt.

## Lage
Es befindet sich östlich des Marktplatzes der Stadt und gehört zum UNESCO-Weltkulturerbe. Im Quedlinburger Denkmalverzeichnis ist es als Wohnhaus eingetragen. Östlich des Hauses grenzt das gleichfalls denkmalgeschützte Haus Hölle 9 an.

## Architektur und Geschichte
Für das zweigeschossige Fachwerkhaus wird im Denkmalverzeichnis eine Bauzeit um 1760 angegeben. Dendrochronologische Untersuchungen legen jedoch eine im Kern deutlich frühere Entstehung für die Zeit um 1400 nahe. Die Fassade des Wohnhauses folgt in einem Bogen dem Verlauf der Straße. In Gefachen finden sich Reste von Zierausmauerungen.  Im Laufe des 19. Jahrhunderts wurde das Gebäude erneuert. Insbesondere Fenster stammen aus dieser Zeit. Die Haustür stammt vom Anfang des 19. Jahrhunderts und verfügt über ein Oberlicht im Stil der Neogotik.
Anfang des 21. Jahrhunderts wurde das Haus sowie die diversen zum Anwesen gehörenden Nebengebäude saniert.